# Musée d'art Artsi de Vantaa
Le musée d'art de Vantaa Artsi  (en finnois : Vantaan taidemuseo Artsi) est un musée d'art situé dans le quartier de Myyrmäki à Vantaa en Finlande,.

## Présentation
Le musée Artsi est situé au Myyrmäkitalo, le centre culturel polyvalent de Myyrmäki.
La première exposition du musée au Myyrmäkitalo a eu lieu en 1994.
Aujourd'hui, le musée d'art vise à se spécialiser dans l'art urbain, c'est-à-dire le graffiti et l'art de la rue et de la performance aux côtés de l'art plus traditionnel,,.
La visite du musée est gratuite.
La bibliothèque de Myyrmäki est à côté du musée d'art dans le même bâtiment.
Myyrmäkitalo est situé à l'ouest de la gare de Myyrmäki et au nord du centre commercial Myyrmanni.
En plus des activités d'exposition, les activités du musée d'art Vantaa comprennent des activités de pédagogie et de gestion de collections. Le musée d'art de Vantaa est responsable de l'entretien, des soins et des acquisitions d'art de la collection d'art de la ville de Vantaa.
La base de la collection de la ville est la collection d'œuvres du graphiste Pentti Kaskipuro (fi) et la collection d'œuvres de Lauri Santtu (fi).
Le musée d'art de Vantaa est un musée membre de l'association finlandaise des musées.
La collection d'art de la ville est également présentée dans les expositions de la galerie K, située dans un bâtiment d'aile de la mairie de Vantaa.